# Ѥ
Ѥ (en minúscula, ѥ) es una letra del alfabeto cirílico arcaico que ya no es utilizada en ninguna lengua moderna. No tiene equivalente en el alfabeto glagolítico y, probablemente, se originó como una ligadura de las letras І y Є para representar /je/. No representa un valor numérico.

## Historia
Ha sido hallada en algunos de los ejemplos más antiguos de escritura cirílica, tales como la inscripción de Mostich del siglo X o el Codex Suprasliensis; mientras que en otros, tales como los Fragmentos de Undol'skij o Enina Apostolos, no está presente en lo absoluto. Ha sido ampliamente testificado en manuscritos medievales de procedencia eslava meridional y oriental, coexistiendo con є, que cumplía la misma función; sin embargo, la ortografía varía: algunos manuscritos usan los tres caracteres, mientras que algunos usan е y ѥ, е y є y algunos solo е.
En las lenguas eslavas orientales, la ѥ cayó en desuso después de fines del siglo XIV y, por ello, no es representada en libros impresos en esa área o en el eslavo eclesiástico. No obstante, la letra sobrevivió en las lenguas eslavas meridionales y fue usado en el primer libro impreso en serbio, el Octoechos (Oktoih prvoglasnik) de 1474 y aparece en el abecedario serbio impreso en Venecia en 1597; su posición en el alfabeto en este libro se encuentra entre la ю y la ѯ. Siguió siendo usada tanto en material manuscrito como impreso a lo largo de los siglos XVI y XVII, pero ya no apareció en el abecedario de M. Karaman's de 1753. En ciertas variantes ortográficas del búlgaro, puede ser encontrado por lo menos hasta mediados del siglo XIX.

## Tabla de códigos
| Codificación de caracteres | Tipo      | Decimal | Hexadecimal | Octal  | Binario             |
| -------------------------- | --------- | ------- | ----------- | ------ | ------------------- |
| Unicode                    | Mayúscula | 1124    | 0464        | 002164 | 0000 0100 0110 0100 |
| Unicode                    | Minúscula | 1125    | 0465        | 002165 | 0000 0100 0110 0101 |